# Presidente Quirino
Presidente Quirino é um município de  terceira classe de renda municipal (d) na província Sultan Kudarat, nas Filipinas. De acordo com o censo de 1 de maio  de  2020 possui uma população de 42 244 pessoas e 10 488 domicílios.